# Persectania ewingii
Persectania ewingii là một loài bướm đêm trong họ Noctuidae.

## Hình ảnh

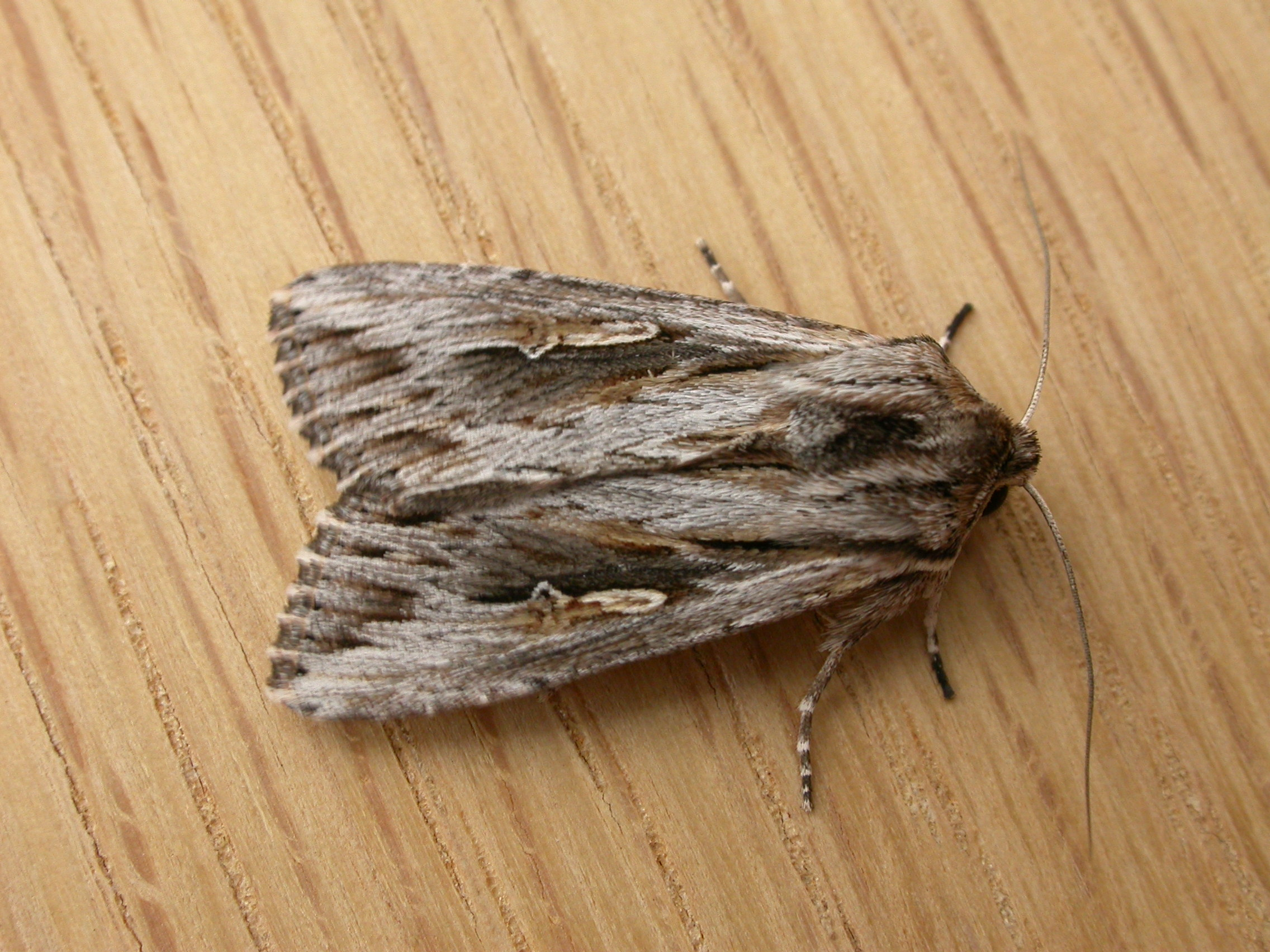